# میکاکو ایچیکاوا
میکاکو ایچیکاوا (به ژاپنی: 市川実日子، Mikako Ichikawa) (زادهٔ ۱۳ ژوئن ۱۹۷۸) هنرپیشه و مانکن اهل ژاپن است. از فیلم‌هایی که وی در آن نقش داشته است، می‌توان به آبی اشاره نمود.